# Canottaggio ai Giochi della XIV Olimpiade - Singolo maschile
La competizione del singolo maschile dei Giochi della XIV Olimpiade si è svolta dal 5 al 9 agosto 1948 al bacino del Royal Regatta a Henley-on-Thames.

## Risultati

### Batterie
Si sono disputate il 5 agosto. I vincitori alle semifinali, i restanti ai recuperi.
| Pos. | Atleta        | Nazione   | Tempo  |
| ---- | ------------- | --------- | ------ |
| 1    | Mervyn Wood   | Australia | 7'25"9 |
| 2    | Eduardo Risso | Uruguay   | 7'36"3 |
| 3    | Ian Stephen   | Sudafrica | 7'38"3 |

| Pos. | Atleta              | Nazione       | Tempo  |
| ---- | ------------------- | ------------- | ------ |
| 1    | Antony Rowe         | Gran Bretagna | 7'30"5 |
| 2    | Hans Jakob Keller   | Svizzera      | 7'34"2 |
| 3    | Dragutin Petrovečki | Jugoslavia    | 8'17"3 |

| Pos. | Atleta          | Nazione     | Tempo  |
| ---- | --------------- | ----------- | ------ |
| 1    | Jack Kelly      | Stati Uniti | 7'39"7 |
| 2    | Curt Brunnqvist | Svezia      | 7'47"2 |
| 3    | Juan Omedes     | Spagna      | 7'52"1 |

| Pos. | Atleta            | Nazione   | Tempo  |
| ---- | ----------------- | --------- | ------ |
| 1    | Jean Séphériadès  | Francia   | 7'34"3 |
| 2    | Tranquilo Capozzo | Argentina | 7'38"9 |
| 3    | Mohamed El-Sayed  | Egitto    | 8'01"4 |

| Pos. | Atleta           | Nazione | Tempo |
| ---- | ---------------- | ------- | ----- |
| 1    | Romolo Catasta   | Italia  | n/d   |
| 2    | Faidōn Matthaiou | Grecia  | n/d   |

### Recuperi
Si sono disputati il 6 agosto. I vincitori alle semifinali.
| Pos. | Atleta            | Nazione   | Tempo  |
| ---- | ----------------- | --------- | ------ |
| 1    | Tranquilo Capozzo | Argentina | 7'45"0 |
| 2    | Juan Omedes       | Spagna    | 7'57"3 |
| 3    | Faidōn Matthaiou  | Grecia    | 8'13"9 |

| Pos. | Atleta            | Nazione  | Tempo  |
| ---- | ----------------- | -------- | ------ |
| 1    | Eduardo Risso     | Uruguay  | 7'24"4 |
| 2    | Hans Jakob Keller | Svizzera | 7'25"1 |
| 3    | Curt Brunnqvist   | Svezia   | 7'27"0 |

| Pos. | Atleta              | Nazione    | Tempo  |
| ---- | ------------------- | ---------- | ------ |
| 1    | Ian Stephen         | Sudafrica  | 7'35"6 |
| 2    | Mohamed El-Sayed    | Egitto     | 7'44"8 |
| 3    | Dragutin Petrovečki | Jugoslavia | 8'17"3 |

### Semifinali
Si sono disputate il 7 agosto. I vincitori in finale.
| Pos. | Atleta            | Nazione   | Tempo  |
| ---- | ----------------- | --------- | ------ |
| 1    | Romolo Catasta    | Italia    | 8'05"4 |
| 2    | Tranquilo Capozzo | Argentina | 8'12"6 |
| 3    | Ian Stephen       | Sudafrica |        |

| Pos. | Atleta        | Nazione       | Tempo  |
| ---- | ------------- | ------------- | ------ |
| 1    | Eduardo Risso | Uruguay       | 8'09"3 |
| 2    | Jack Kelly    | Stati Uniti   | 8'09"7 |
| 3    | Antony Rowe   | Gran Bretagna | 8'23"8 |

| Pos. | Atleta           | Nazione   | Tempo  |
| ---- | ---------------- | --------- | ------ |
| 1    | Mervyn Wood      | Australia | 8'08"5 |
| 2    | Jean Séphériadès | Francia   | 8'17"1 |

### Finale
Si è disputata il 9 agosto.
| Pos.    | Atleta         | Nazione   | Tempo  |
| ------- | -------------- | --------- | ------ |
| Oro     | Mervyn Wood    | Australia | 7'24"4 |
| Argento | Eduardo Risso  | Uruguay   | 7'38"2 |
| Bronzo  | Romolo Catasta | Italia    | 7'51"4 |